# Löwenbrunnen (Alhambra)

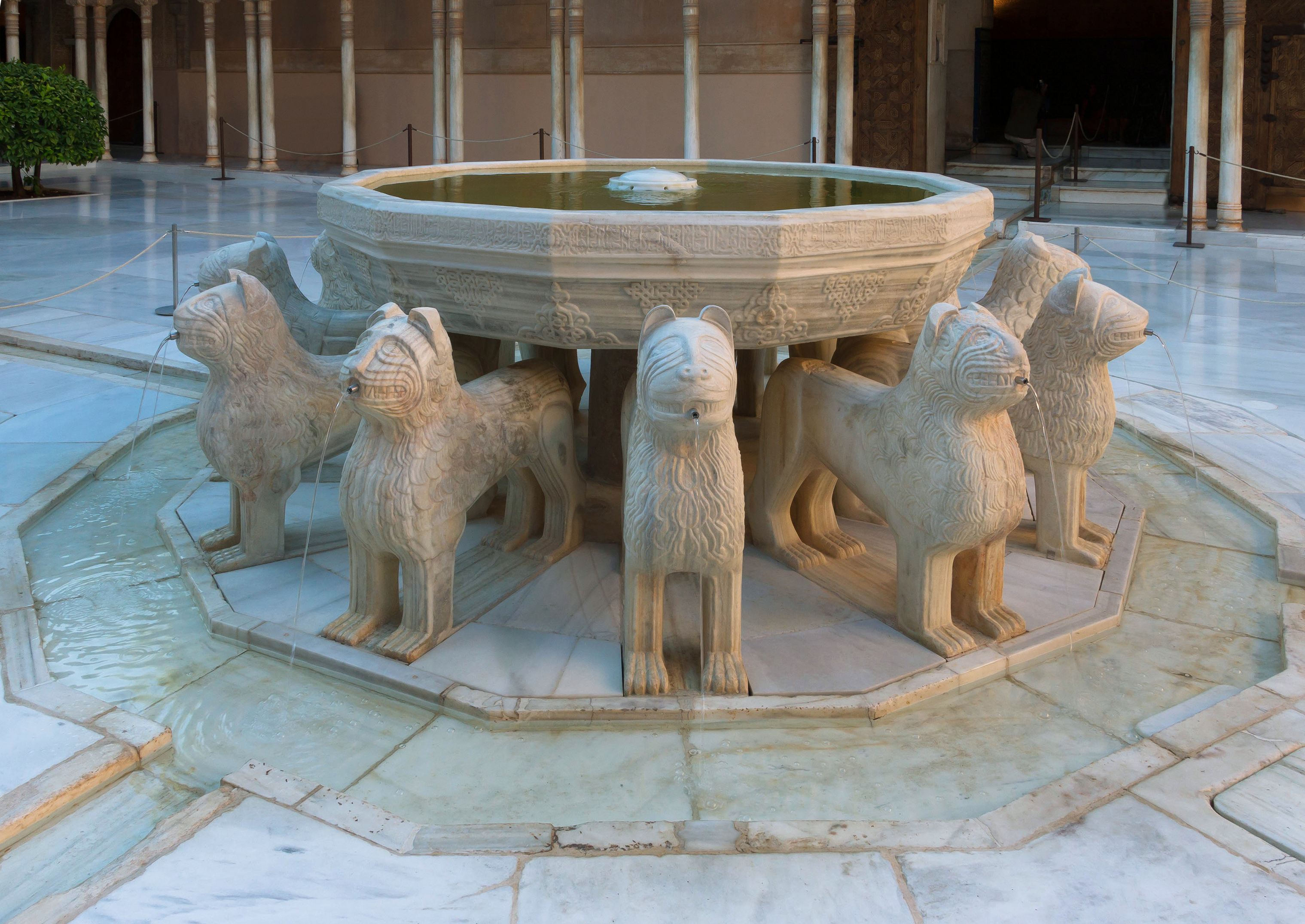
Löwenbrunnen nach der Restaurierung (2012)

Der Löwenbrunnen in der Alhambra (spanisch Fuente de los Leones und arabisch ينبوع الأسد) befindet sich innerhalb der Stadtfestung Alhambra im andalusischen Granada in Spanien. Der Brunnen war namensgebend sowohl für den Löwenhof (span: Patio de los Leones) als auch für den Palast der Löwen (span: Palacio de los Leones) der Alhambra.
Der marmorne Löwenbrunnen gilt als eine der bedeutenden bildhauerischen Leistungen der maurischen und islamischen Kunst. Der Palast der Löwen mit dem Löwenbrunnen selbst stellt den Höhepunkt der Nasridischen Palastarchitektur dar. Deshalb sprechen verschiedene Historiker vom „Nasriden-Barock“.

## Lage des Löwenbrunnens

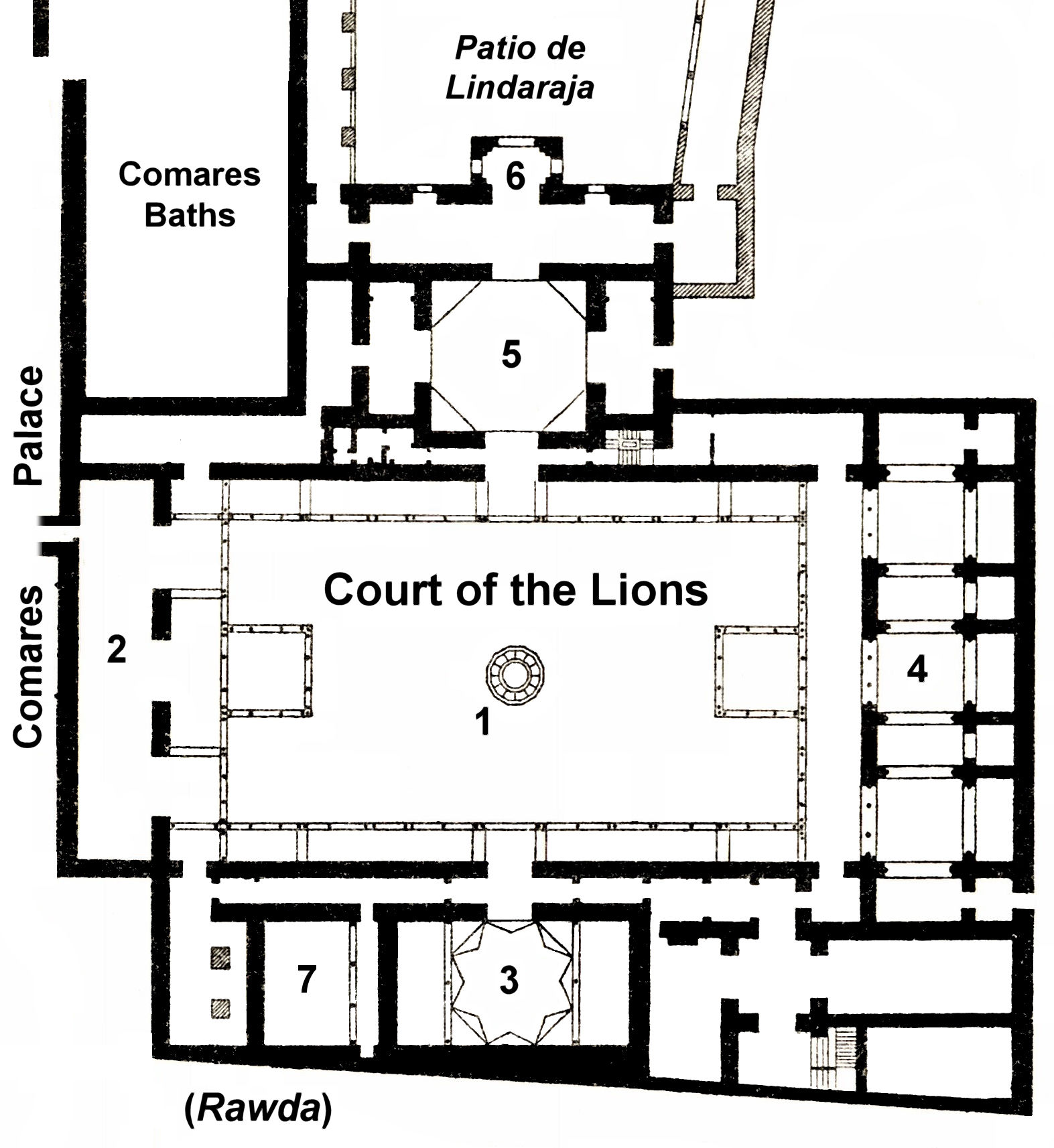
Grundriss des Palasts der Löwen: 1) Löwenbrunnen, 2) Mocárabes'-Saal, 3) Abencerrajes-Saal, 4) Reyes-Saal, 5) Hermanas-Saal, 6) Mirador-Lindaraja, 7) Harén-Hof

Der Löwenbrunnen befand sich innerhalb der Privatgemächer der Emire und durch seine Wasser spendenden Fontänen kühlt er den Löwenhof. Der damalige Emir Mohammad V. ließ den Palast der Löwen in seiner zweiten Regierungszeit von 1362 bis 1391 bauen. Der Löwenhof ist rechteckig, 28,7 Meter lang und 15,6 Meter breit. Ein Säulengang umschließt den Löwenhof mit 124 schlanken Steinsäulen. In der Mitte des Hofes liegt der Löwenbrunnen. Vier Hallen führen zum Brunnen und die angelegten Wasserkanäle führen nicht nur dorthin, sondern auch in die vier Hallen, die sich an den Löwenhof anschließen.

## Löwenbrunnen
Der Löwenbrunnen besteht aus Macael-Marmor, der bei Macael, einem Ort bei Almeria, gewonnen wurde. Die zwölfeckige massive Brunnenschale ruht auf einem mittig angeordneten Sockel. Um die Schale sind zwölf Löwen-Skulpturen angeordnet.
Woher die Löwen kommen, wird unter Historikern unterschiedlich diskutiert. Nach neuerer Forschung soll der Löwenbrunnen in der Zeit zwischen 1050 und 1060 erstellt worden sein, als der jüdische Großwesir und bedeutende Dichter Schmuel ha-Nagid und sein Sohn Yehosef die verfallene Burg verschönerten, vergrößerten und daraus wieder eine prunkvolle Residenz machten. Der Judaist Frederick Bargebuhr und der Architektur- und Kunstkritiker Henri Stierlin belegen dies dadurch, dass sie sich auf ein Gedicht von Ibn Gabirol (1021–1070) beziehen, in dem der Brunnen beschrieben ist. Belegt ist auch, dass Ibn Gabirol in dieser Zeit den Palast besucht hat. Der Palast soll in der Nähe der Alcazaba gestanden haben. Die Löwen werden auch als Symbol der Macht interpretiert. Es gibt ferner die Auffassung, dass die Anzahl von zwölf Löwen auf die Zwölf Stämme Israels hinweist.

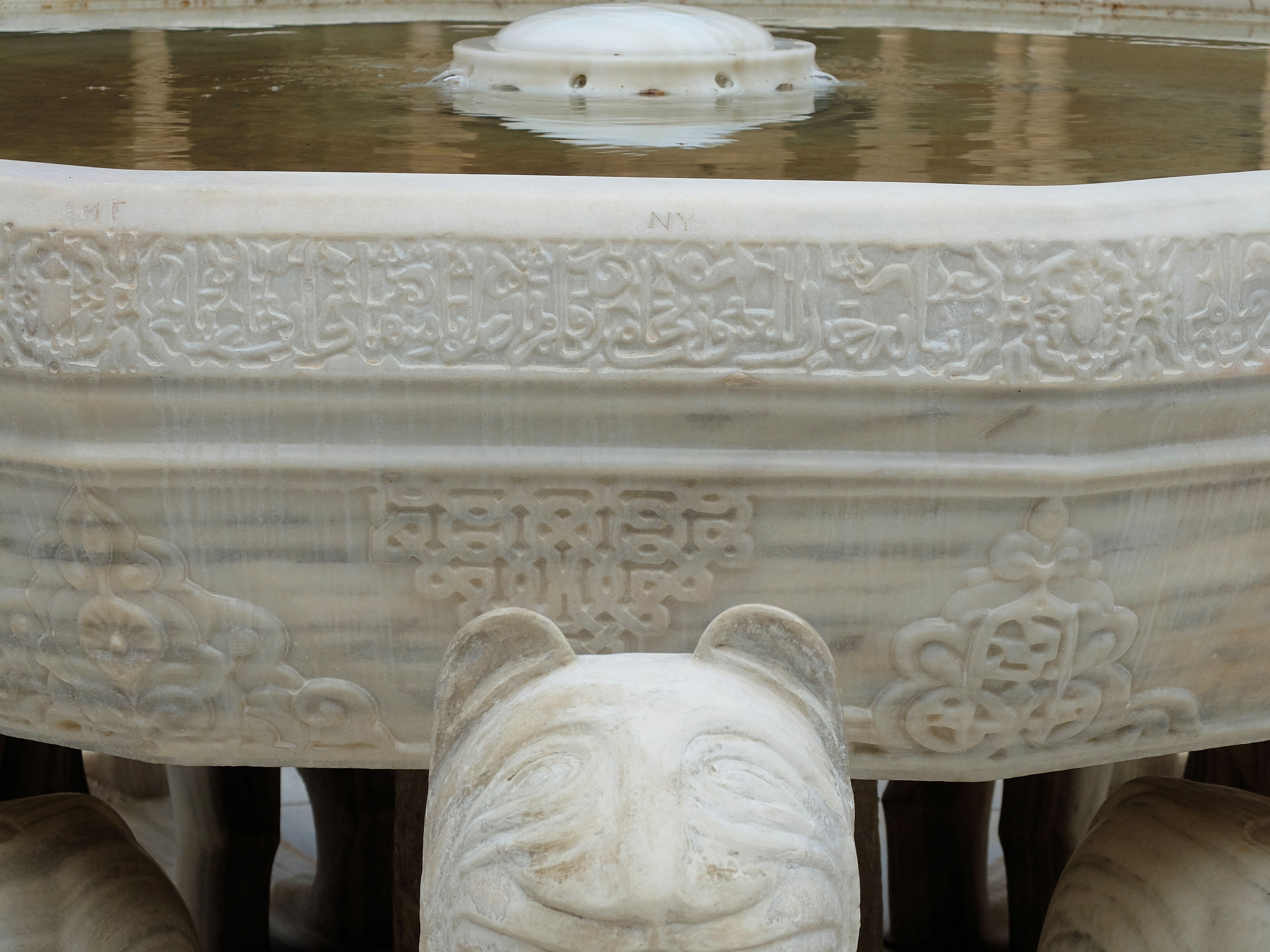
Detail: Brunnenrand mit Versen und den darunter befindlichen Arabesken. Erkennbar ist die marmorne und kuppelförmige Wasserstandregulierung mit kleinen Öffnungen in der Mitte der Schale.

Auf dem Brunnenrand befindet sich ein Gedicht mit zwölf Verszeilen des maurischen Staatsmannes und Poeten Ibn Zamrak (1333–1393), das der Archäologe Jesús Bermúdez López wie folgt aus dem Arabischen ins Deutsche übersetzt hat:

„Gibt es in diesem Garten nicht Wunder, deren Schönheit gleiche Gott selbst nicht hätte finden mögen? Geschnitten aus Perlen, aus durchsichtigem Licht, ist sie geschmückt für die vergossne Perle.

Flüssiges Silber, fließend durch Kleinodien mit ihrer Schönheit, weiß und transparent.

Was fließt, das ähnelt dem Starren so sehr, dass wir nicht wissen, welches von beiden da strömt.

Siehst Du nicht: das Wasser läuft zum Becken, doch sie verschließt sein Bett, wie ein Liebender, dessen Tränen überfließen wollen, sie doch aus Angst vor Verrat bezähmt?“

Die zwölfeckige Brunnenschale besteht aus massivem Marmor und hat einen Durchmesser von etwa 262 Zentimeter und eine Dicke von 49 Zentimeter. Sie geht unterhalb der Schale zurück bis zu einer Hohlkehle und bildet anschließend zwölf trapezförmige schräg liegende Flächen aus, denen jeweils ein Löwe zugeordnet ist. Auf den schrägen Flächen befinden sich arabische Ornamente.
Die zwölf in gleichen Abstand und zur Brunnenmitte angeordneten Löwen erzeugen optisch den Eindruck, die Brunnenschale liege auf ihnen auf. Die Löwen stehen frei unter der Schale und berühren die Brunnenschale nicht. Der Macael-Marmor der Löwen zeigt deutlich blaue streifige Einlagerungen, die typisch für diesen andalusischen Marmor sind. Die Löwen sind männlichen Geschlechts, was an den in den Marmor eingravierten Mähnen erkannt werden kann. Jeder Löwe trägt eine individuell gestaltete ornamentale Mähne. Während Löwen und Brunnenschale im Verlauf der Geschichte relativ unverändert blieben, außer auf natürliche Einwirkungen durch Wasser und Temperatur, wurde der Aufsatz in der Brunnenschale Veränderungen ausgesetzt. In der Restaurierungsmaßnahme, die 2012 beendet wurde, kam es zur Rückführung auf sein ursprüngliches Aussehen.

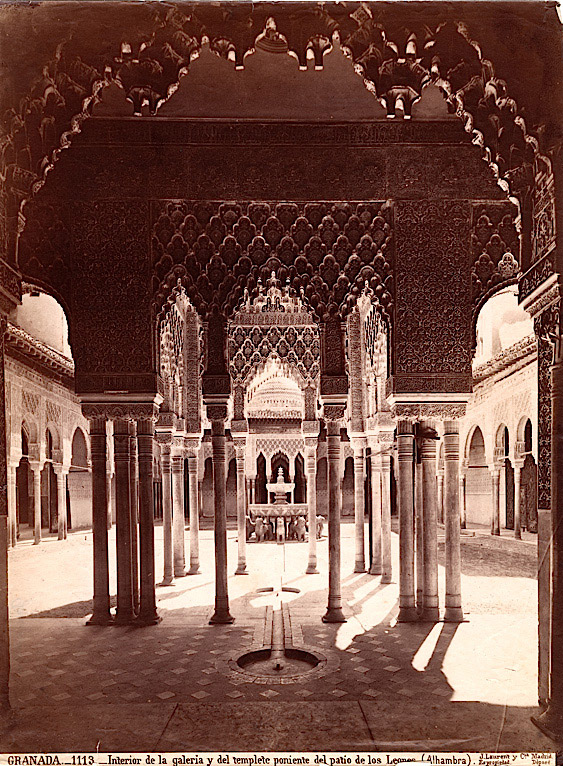
Löwenbrunnen und Wasserkanal mit zwei kleinen Wasserbecken (1871)
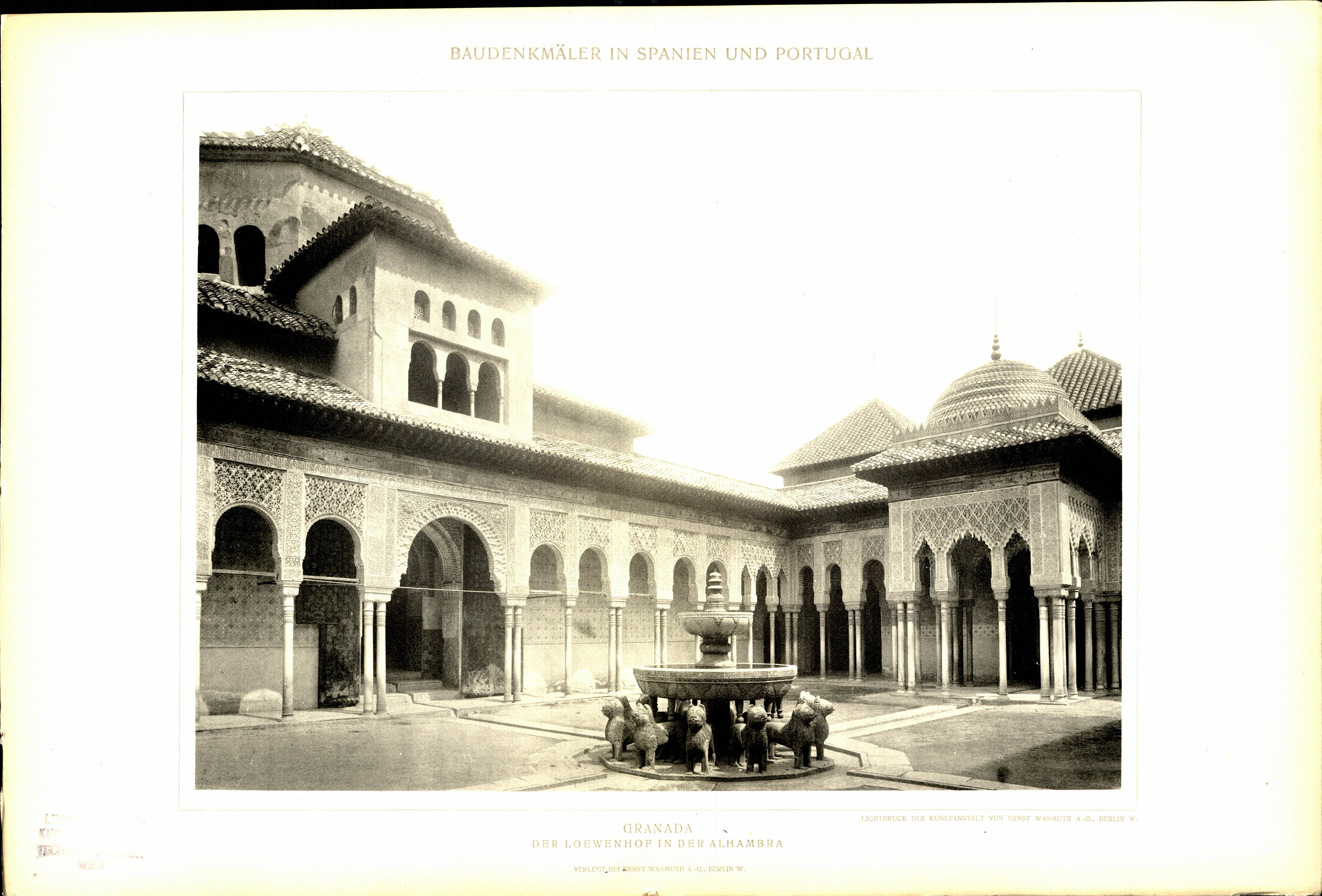
Löwenbrunnen mit Schaft und zweiter Schale (1888/1889)
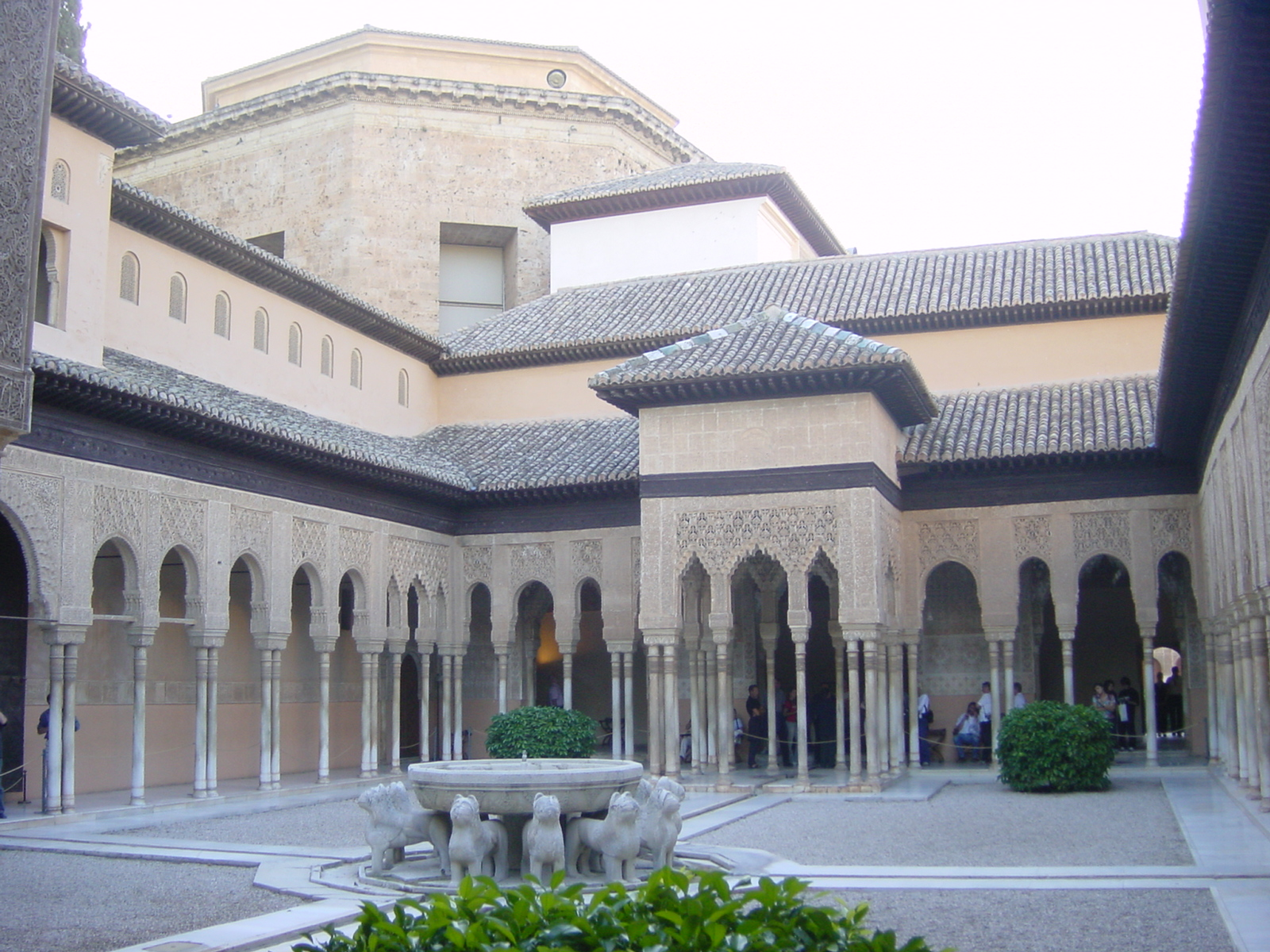
Löwenbrunnen als Quellbrunnen (2002)
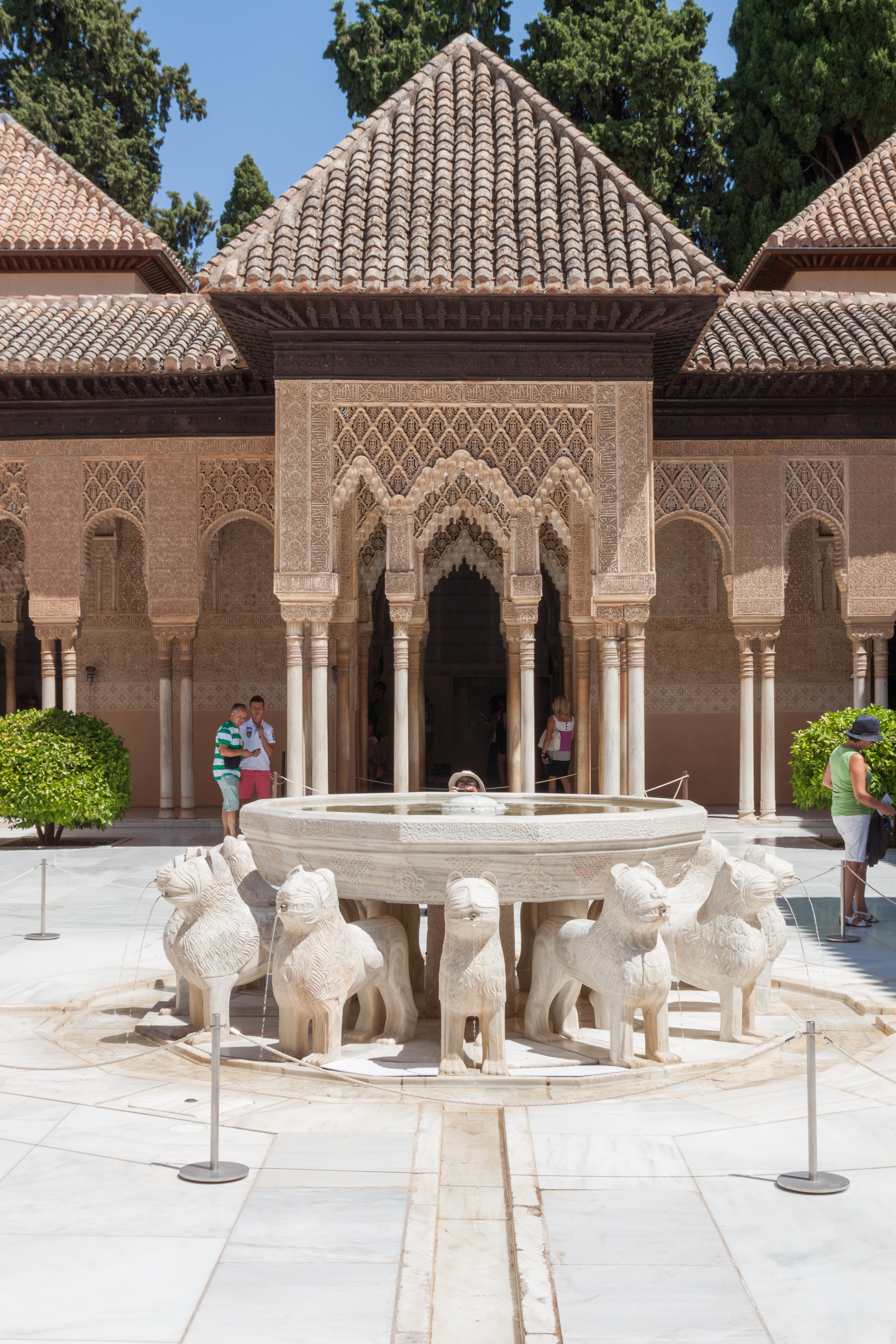
Restaurierter Löwenbrunnen (2014)

Das Architekturkonzept des Löwenpalasts mit dem zentral liegenden Löwenbrunnen folgt dem Muster spanisch-maurischer Häuser mit einem offenen Hof als Familienzentrum, an das sich mehrere Räume mit einem Erdgeschoss und mindestens einem Obergeschoss oder Dachgeschoss anschließen.

## Wasser, das den Brunnen speist

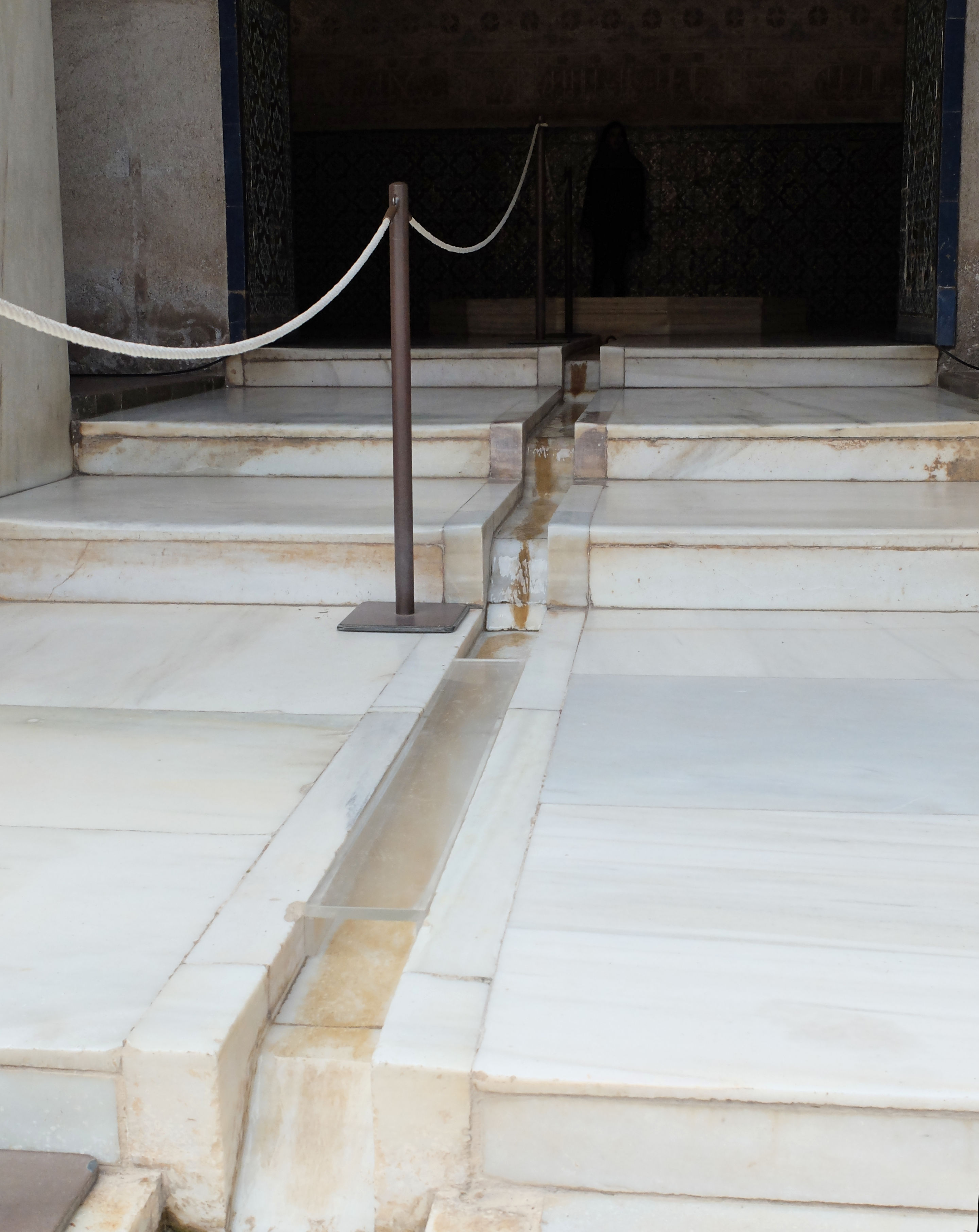
Einer der vier Wasserkanäle, die zum Löwenbrunnen führen
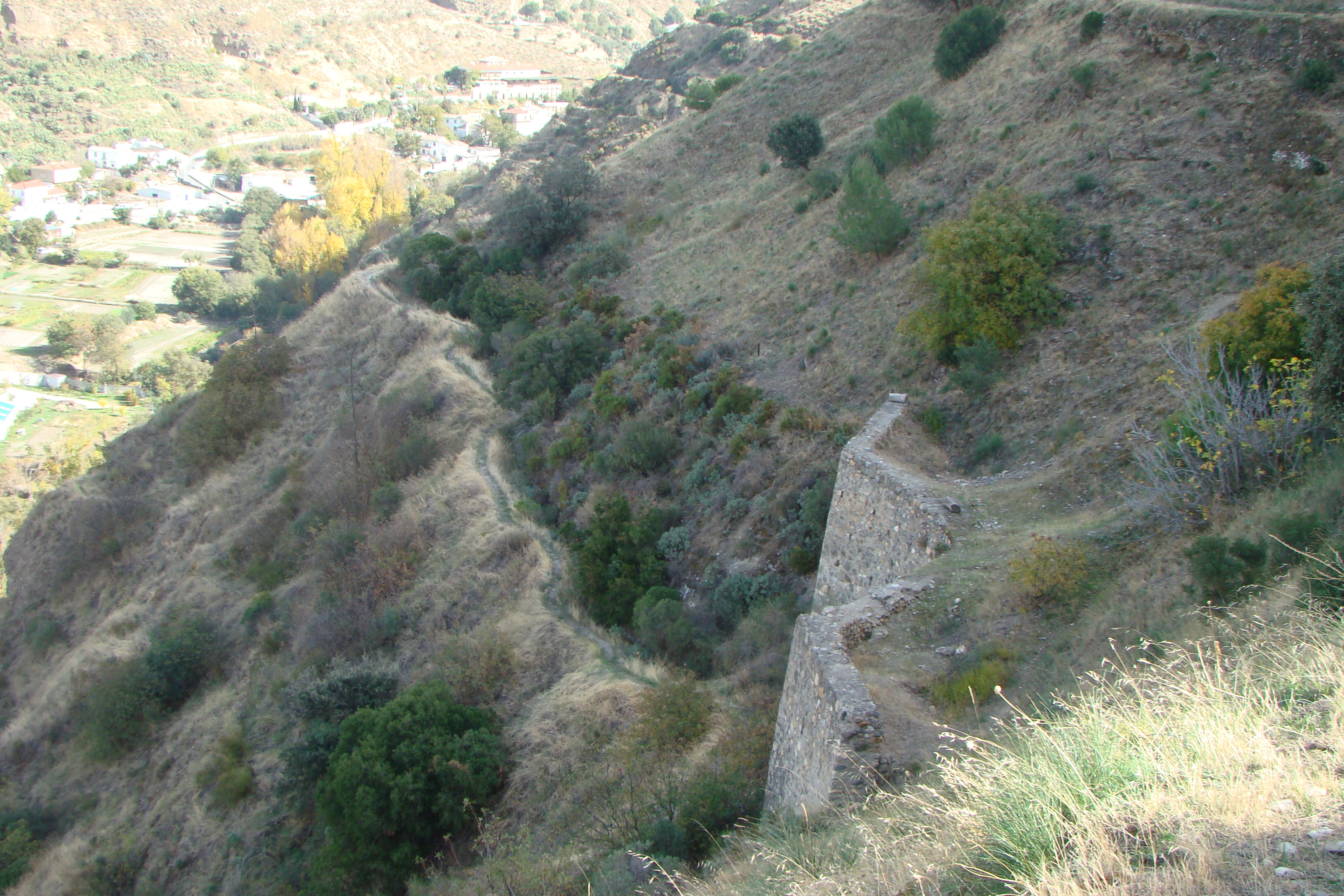
Der „Königliche Wasserkanal“

Das Wasser hat in der Alhambra große Bedeutung. Nach dem Archäologen López ist es ein Teil der Architektur, ein spirituelles Symbol oder dient einfach der Verbesserung von Komfort.
Es war sicher nicht einfach, Wasser aus den Bergen bis in die Alhambra zu leiten. Das Wasserversorgungssystem der Alhambra ist ein komplexes Bewässerungssystem aus Bächen, Kanälen, Wasserspeichern, unterirdischen Röhren, Becken und Brunnen. Das Wasser wird sechs Kilometer entfernt dem Fluss Darro entnommen. Der „Königliche Wasserkanal“ (span.: „Acequia Real“) verläuft parallel neben dem Flussbett des Darro.
Den „Glücklichen Garten“ nannten die Nasriden den Löwenpalast, denn hier bildet das Wasser den Mittelpunkt, der den Löwenhof durch vier Kanäle aufteilt und dem Löwenbrunnen Wasser zuleitet. Die Kanäle könnten die vier Flüsse des Paradieses symbolisieren, die im Koran als Ströme von Wasser, Milch, Wein und Honig beschrieben sind. Erforderlich war ein System von verbundenen Brunnen der Paläste und Wasserbecken. Es gibt gegenläufige Kanäle, die dazu dienten, Wasser zu stauen, und enge Stellen im Kanal beschleunigen das Wasser. Mit diesen Methoden kann ein Wasserspiegel gehalten werden und Ruhe widerspiegeln, wie dies im Wasserbecken des Löwenbrunnens geschieht. Das Wasser kühlt auch die Temperaturen ab und erzeugt Luftströme, die hohe Temperaturen erheblich absenken.
Am Brunnen selbst erfolgt in der Mitte der geöffneten Löwenmäuler und der symbolischen Löwenzähne der Wasseraustritt aus einem Rohr. Der austretende Wasserstrahl fällt mittig in den um den Brunnen herumlaufenden Kanal. In der Mitte der mit Wasser gefüllten Brunnenschale befindet sich ein kuppelförmiges Element aus Marmor, das den Wasserstand in der Brunnenschale reguliert und eine ruhige und glitzernde Oberfläche erzeugt. Das Wasser wird durch den Brunnensockel in die Schale und durch den Körper der Löwen zum Löwenmaul geleitet, wo es austritt.

## Restaurierung
Im Laufe der Zeit erfolgten mehrere Restaurierungsmaßnahmen des Löwenbrunnens.  Die letzten Restaurierungsmaßnahmen im Palast der Löwen dauerten zehn Jahre und wurden 2012 beendet. Durchgeführt wurde sie von der Patronato de la Alhambra y Generalife in Kooperation mit dem Spanischen Institut für Denkmalpflege und dem Andalusischen Institut für Denkmalpflege organisiert. Die Maßnahme kostete 2.243.730 Euro und dauerte von 2002 bis 2012. Die Restaurierung erfolgte nach dem strengen Regelwerk, das für ein Weltkulturerbe der UNESCO gilt.

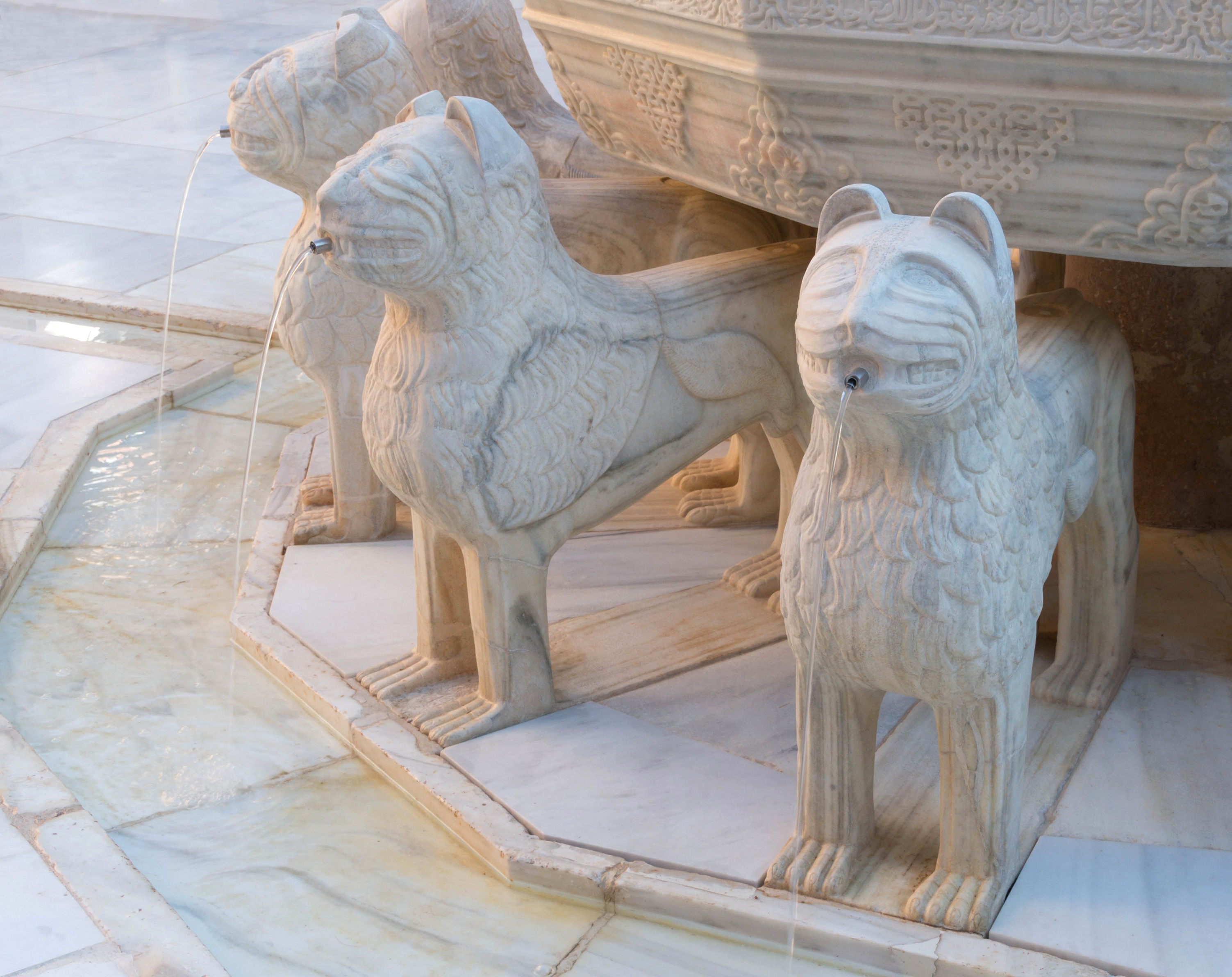
Detail mit marmornen Löwen, Brunnenschale und Wasserkanal

Zunächst wurde ein Löwe zur Restaurierung aus seiner ursprünglichen Lage entfernt und 2007 alle weiteren Löwen. Sorgsam wurden alle Kalkablagerungen und Algen entfernt, Risse geschlossen, Metalle wie Eisen und Marmor schädigende Materialien wie Zement abgenommen. Für die Restaurierung des Brunnenbeckens wurde vor Ort eine temporäre Werkstatt aufgebaut.
2011 begann die Wiederherstellung des hydraulischen Systems, das aus der Zeit des Emirs Mohammad V. stammte. Die anderen Löwen konnten Ende Dezember 2011 an ihrem ursprünglichen Standort aufgestellt werden, nachdem sie zwei Jahre lang vorher von Millionen Besucher im Palast von Karl V. zu betrachten waren.
Im Hof der Löwen mussten etwa 250 Marmorplatten des 400 m² großen Bodenbelags in unterschiedlicher Größe und mit großem Gewicht instand gesetzt und wieder verlegt werden.

## Nachbildungen

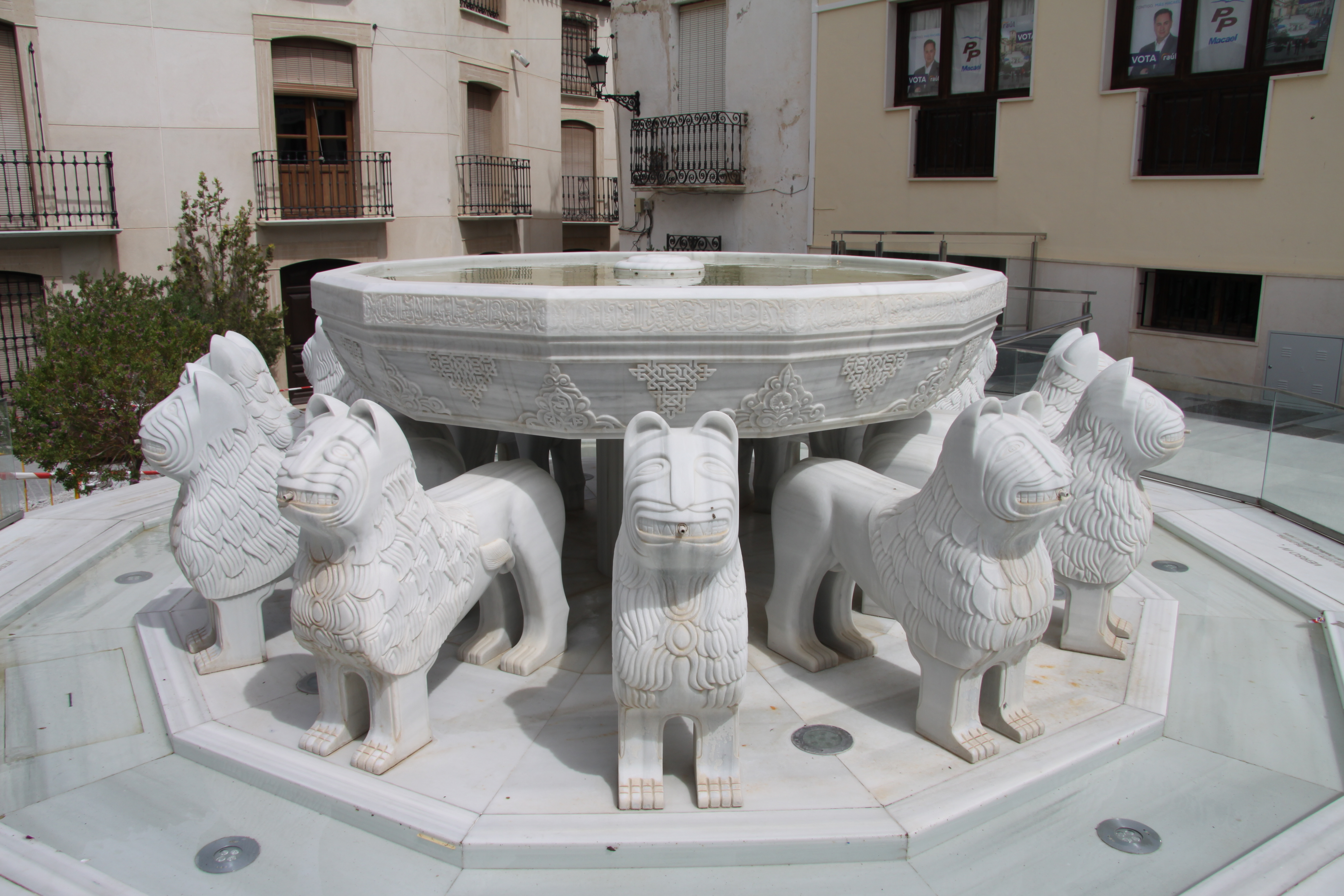
1:1-Kopie des Löwenbrunnen, aufgestellt in Macael in Andalusien
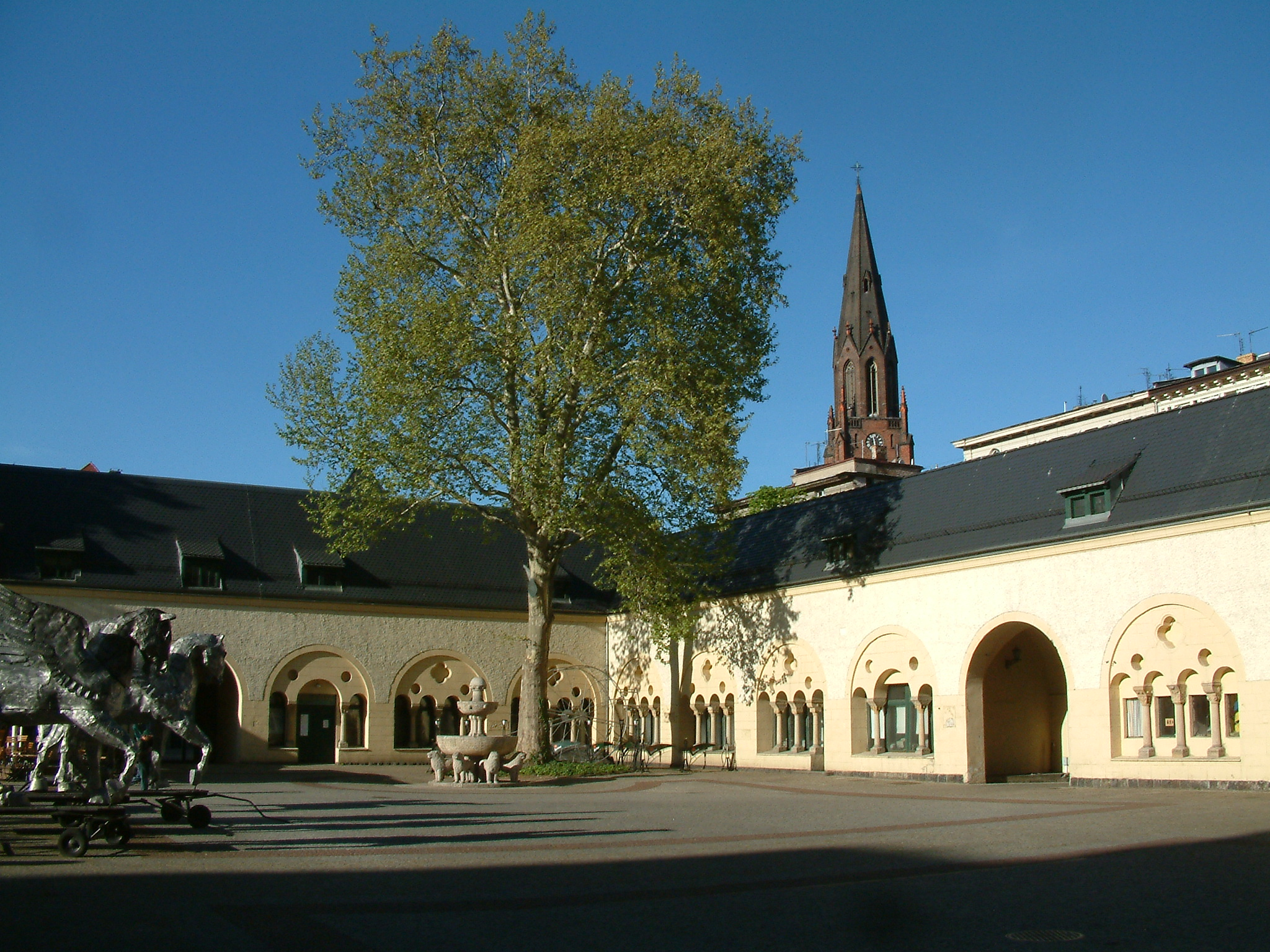
Residenzschloss Posen mit Löwenbrunnen

Nachbildungen des Löwenbrunnens der Alhambra gibt es zahlreich, beispielsweise im Residenzschloss Posen in Polen und im Selárdalur-Tal in Westfjorden Island. Johannes Fastenrath besaß in seinem Hof in Neumarkt Köln eine Nachbildung des Löwenbrunnens der Alhambra. Spanien brachte 2011 eine 2-Euro-Gedenkmünze mit der Abbildung des Löwenbrunnens heraus.
Eine exakte Kopie des Brunnens aus Macael-Marmor befindet sich auf der Plaza de la Constitución in Macael. Sie soll ein Teil eines Auftrags der saudischen Königsfamilie gewesen sein, die in den Jahren von 1998 bis 1999 erfolgte. Die dortige Brunnenschale habe einen Durchmesser von 2,62 und eine Dicke von 0,49 Meter. Hergestellt wurde die Kopie mit digital gesteuerten Steinverarbeitungsmaschinen unter Einsatz von Scan-Technik.

## Varia
Zwei weitere Wasser spendende Löwen aus Macael-Marmor, die sogenannten „Marsitàn Löwen“, befanden sich auf dem Gelände der Alhambra an einem Wasserbecken im Freien. Die Löwen ähneln den zwölf Löwen am Brunnen in der Form und ornamentartigen Gestaltung. Sie sind inzwischen im Alhambra-Museum ausgestellt.
Die „Löwen der Alhambra“ (Réquiem por Granada), eine italienisch-spanische Fernsehserie, wurde teilweise an den Originalschauplätzen gedreht. Hauptdarsteller war Horst Buchholz als Abu l-Hasan Ali.